# Goodenia gracilis
Goodenia gracilis är en tvåhjärtbladig växtart som beskrevs av Robert Brown. Goodenia gracilis ingår i släktet Goodenia och familjen Goodeniaceae. Inga underarter finns listade i Catalogue of Life.